# Adam Kemp
Adam Kemp (Sherrill, 20 dicembre 1990) è un cestista statunitense.